# Ненси Томпсон
Ненси Томпсон (енгл. Nancy Thompson) главна је протагонисткиња из филмског хорор серијала Страва у Улици брестова, која је на крају у последњем 7. делу коначно убила главног убицу Фредија Кругера. Лик је тумачила Хедер Лангенкамп, а осмислио ју је Вес Крејвен. По њој су филмови добијали слогане: Она (Ненси) је једина која га може зауставити. Ако она падне, нико неће преживети; Ако се Ненси не пробуди вриштећи, неће се ни пробудити, а седми (последњи) део је познат и као Ненси се вратила/Ненси је жива О Ненсином животу и великом успеху, који је доживела Хедер Лангенкамп захваљујући овој улози, снимљен је и документарни филм 2011. године под називом Ја сам Ненси
Проглашена је за најбољу финалну девојку и протагонисту хорор филмова свих времена по избору GeekNation-a, Westword-a и многих других часописа.

## О лику
Ненси Томпсон је шеснаестогодишња девојка, једна од деце из Улице брестова, чији су родитељи заједно спалили серијског убицу Фредија Кругера. Он се потом враћа у сновима њихове деце и тако их убија, а ако их убије у сну мртви су стварно. Међутим Ненси се за разлику од својих пријатеља није предавала тако лако и успела је да преживи све Фредијеве нападе и уништи га на крају.
У филму је представљена као паметна, сналажљива, млада девојка природне лепоте, која је рођена за вођу и већ предодређена за лик једине преживеле, за разлику од њене најбоље другарице Тине, за коју се већ од самог почетка видело да неће моћи да се избори са Фредијем. Мајка јој је једном приликом рекла да је њен највећи дар борбеност и да зна да се никада неће предати. У документарном филму о читавом серијалу Страве у Улици брестова и сама глумица, Хедер Лангенкамп, је рекла да и у стварном животу покушава да буде као Ненси, јер она увек нађе решење за сваки проблем и никад не одустаје. Тако је и режисер Вес Крејвен добио идеју да у последњем наставку помеша стварни и свет филма, па тако и Ненсин лик са Хедер.
Ненси је једно време становала у некадашњој Фредијевој кући - Улица брестова 1428, заједно са својом мајком, која ју је и откупила након његовог убиства и развода са својим мужем. Након дешавања из 1. дела и убиства њене мајке Ненси више није могла да живи у тој кући и продала ју је, са својим оцем, породици Волш. Након тога постала је психолог, специјализовала је снове, како би пре свега помогла себи, а потом и другима. Једно време је радила и у болници Вестин Хилс. Али после поновних напада Фредија и убиства њеног оца, Ненси одлучује да се одсели и започне нов живот. Удала се са Чејса Партера, с ким има сина Дилана. Али након што јој је Фреди убио и мужа, Ненси је одлучила да му се освети и коначно га уништила, спаливши га у његовом свету снова. Фреди се никада више није вратио а она је наставила нормално да живи са својим сином.
Очи су јој плаве боје, а коса смеђе, међутим, када ју је Фреди напао у једном сну, од стреса добила је светлији прамен, који јој се појавио и у 7. делу. Због честог вриштања у току борби са Фредијем, у свету филма, позната је под надимком Краљица вриска (Screaming queen).

## Филмови

### Страва у Улици брестова 1
Њени родитељи, Доналд и Марџ Томпсон, су већ годинама разведени, али су остали у контекту због ње. Ненси живи заједно са мајком, а отац јој је полицајац.
Након што је њена најбоља другарица Тина, мистериозно убијена у сну, Ненси полако почиње да схвата шта се дешава. Покушала је да спасе Рода Лејна, али је закаснила - Фреди Кругер га је већ убио. Њен дечко, Глен Ланц (кога тумачи Џони Деп), није јој веровао и након што га је Ненси упозораала да никако не заспи, он је ипак заспао и Фреди га је монструозно убио у кући преко пута Ненсине, а она није могла да му помогне јер мајка није хтела да јој да кључеве од куће. Пар тренутака пре него што је убио Глена, Фреди је назвао Ненси преко телефона, који је претходно ишчупала из струје, и рекао јој најпопуларнију реченицу из филма: Ја сам твој дечко од сада, Ненси (I'm your boyfriend now, Nancy!) у том тренутку су се на слушалици од телефона појавила Фредијева уста, исплазио је језик и покушао да пољуби Ненси, али је она то на време видела и излупала телефон.

На крају је Ненси остала сама да се бори против Фредија. Мајка ју је одвела код специјалиста за снове, који нису могли да објасне шта се то дешава у њеним сновима, али Ненси је тада у сну зграбила Фредијев шешир баш у тренутку када се будила и извукла га је у стварни свет. Након тога није спавала 7 дана и пошто више није могла да издржи тако, одлучила је да покуша да извуче Фредија из сна и убије га у стварном свету.
Управо то је и урадила, извукла га је из сна, а онда је уследила велика борба између њих двоје, до смрти у којој је страдала и Ненсина мајка, Марџ Томпсон. Након тога Ненси се у очају сетила да јој је Глен једном приликом рекао како се треба борити против монструма у ноћним морама. Окренула му је леђа, рекла му да је неважан и да више не верује у њега, тако му је одузела сву енергију и уништила на кратко. Крај филма наговештава да се Фреди поново враћа, јер кад год буде уништен у стварном свету вратиће се у свет снова, све док га она и ту не уништи.

### Страва у Улици брестова 2: Фредијева освета
Ненси се није појављивала у овом делу, али из филма сазнајемо да је након што јој је Фреди убио мајку пред очима, продала кућу, одселила се, и у њеној некадашњој соби је сада главни протагониста из 2. дела - Џеси Волш. Причало се и да је Ненси полудела након ноћи у којој је Фреди убио и њену мајку и дечка, па да је измислила да Фреди постоји, али онда је Џеси са својом девојком Лисом пронашао Ненсин дневник у који је она записивала све што јој се дешавало и схватили су да је она у ствари говорила истину. Помоћу њега су одузели енергију Фредију и уништили га на кратко, баш као што је и Ненси урадила у 1. делу. Крај филма поново наговештава да се Фреди вратио...

### Страва у Улици брестова 3: Ратници снова
Прошло је више од 3 године откако се Ненси одселила из Улице брестова и много тога се променило у њеном животу. Постала је школовани специјалиста за снове и ноћне море, па је тако и научила како да контролише своје. Помоћу лека Хипноцила растеривала је своје снове повремено и тако онемогућила Фредију да је поново нападне.
Као једна од некада најбољих ученица у својој школи, Ненси је добила прилику да помогне деци у психијатриској болници Вестин Хилс која сада проживљавају са Фредијем оно што је она некада, многе је већ и убио. Открила је дар девојке по имену Кристин - када год она замисли неког у свом сну, тај неко се појави, а уколико и он спава сањаће исто што и она. На тај начин Ненси је са др Нилом, коме је помагала, увлачила другу у том тренутку преживелу децу у Кристинине снове, да се заједно боре против Фредија. Помогла је и осталој деци да открију своје моћи у свету снова. Ипак шта год радили Фредију у сновима, не би га уништили и изгледало је као да је неуништив. Након тога се др Нилу указао дух Фредијеве покојне мајке, Аманде Кругер (представљала се као сестра Хелена), која му је рекла да је једини начин да се Фреди уништи, сахрањивање његових посмртних остатака. Због тога Ненси је, после дуго година, поново ступила у контакт са својим оцем Доналдом Томпсоном. После дужег убеђивања одлучио је да одведе др Нила и покаже му где су родитељи деце из Улице брестова сакрили посмртне остатке Фредија Кругера.
У међувремену Ненси је хитно отишла у болницу у Вестин Хилсу како би помогла Кристин, којој су дали лекове за спавање. Када је заспала Кристин је замислила све своје пријатеље, укључујући и Ненси, а пошто је она имала способност да увлачи друге у своје снове сви су се појавили. Фреди је у Кристинином сну искористио прилику и покушао да убије Ненси, пошто то више није могао да уради у њеним сновима. Али у седмом филму откривамо да Ненси није ни заспивала, јер је морала да успава осталу децу (ратнике снова) помоћу клатна како би они помогли Кристин, тако да и пошто ју је Фреди убио у Кристинином сну није јој се ништа десило, јер она у том тренутку није спавала.
Када је Фреди осетио да неко жели да сахрани његове посмртне остатке, пребацио се у стварни свет, убио Ненсиног оца и ранио др. Нила, а онда се вратио у свет снова. Тада коначно забија своје ножеве, преваром (прерушио се у њеног оца), у Ненсин стомак, али само у Кристинином сну. Потом је желео да убије Кристин и да ју је ту убио била би мртва стварно, јер је то њен сан, али рањена Ненси је скочила на њега и забила му његове личне ножеве на рукавици у срце. Озбиљно га је ранила и зауставила га да се поново не пребаци у стварни свет, јер је се у том тренутку др. Нејл освестио и сахранио Фредијеве посмртне остатке. Како је др. Нил прскао остатке светом водицом Фреди је у свету снова бледио и када је ставио крст, кога се Фреди иначе плаши, на његово чело, потпуно је нестао. У наставку филма Кристин, мисливши да је Ненси спавала у том тренутку, оплакује је и она умире у њеном сну. На крају филма Кристин сања Ненсину сахрану и открива ко је у ствари сестра Хелена.

### Страва у Улици брестова 7: Нови и последњи кошмар
Ненси се у потпуно неочекивано враћа као главни лик, јер се у том тренутку мислило да је мртва. То се десило захваљујући оригиналном режисеру филма Весу Крејвену, који је желео да заврши оно што је и започео и да врати Ненси, која коначно убија Фредија у том делу. Због тога се филм још зове и Нова ноћна мора Веса Крејвена, а неки га називају и Ненси се вратила/Ненси је жива.
Филм се преплиће са нашим, стварним, светом, оним у филму и светом снова, тако да донекле залази и у живот глумице која је тумачила Ненси, Хедер Лангенкамп, али и свих осталих, од режисера до сниматеља и продуцената. Сходно томе лик у поједним сценама представља глумицу Хедер, али већ у наредној сцени док се глумица окренула, променила јој се и одећа и фризура и она постаје Ненси, иако су јој се до тада сви обраћали са Хедер, од тада почињу са Ненси.
Прошло је пуно година откако је Ненси престала да помаже у болници Вестин Хилс и у њеном животу се много тога променило. Удала са за Чејса, спацијалисту за ефекте у хорор филмовима, и са њим има сина Дилана. Фреди се такође вратио. Један пас је откопао његове посмртне остатке и од тада га не могу зауставити шта год радили. Привремено су га уништавали огледалом, поново га извлачили у стварни свет, баш као што је Ненси радила у 1. делу, чак су и покушали да га врате у стомак његове мајке, али то му је само привремено одузимало енергију и он би се поново враћао.
Иако у Ненсином животу већ годинама нема ни трага ни гласа од Фредија, пре неколико дана почела је да добија узнемирујуће телефонске позиве. Неко јој је непрестано рецитовао стихове из Фредијеве риме:
One, two, Freddy's coming for you. (1, 2, Фреди долази по тебе)
Three, four, Better lock your door (3, 4, боље закључај своја врата)
Five, six, grab a crucifix. (5, 6, зграби свој крст (са разапетим Христом))
Seven, eight, Gonna stay up late. (7, 8, бдећеш до касно)
Nine, ten, Never sleep again.... (9, 10, никада више не спавај...)
Осим тога услед честих земљотреса у стану су јој се појавиле пукотине у облику Фредијевих канџи. Ненси/Хедер је забринута и због чудног понашања њеног сина Дилана. Иако је прво мислила да је разлог таквог понашања гледање страшних филмова на ТВ-у убрзо је схватила да то није баш тако. Она почиње да сумња да се Фреди поново враћа и позива свог мужа Чејса да брзо дође кући с посла како би му објаснила шта се дешава. Међутим док се возио до куће Чејс је заспао, а истовремено је заспала и Ненси. Фреди је то искористио и убио Чејса, а Ненси је то видела у свом сну. Када је препознавала тело свог мужа, Ненси је видела посекотине на његовим грудима, у облику Фредијевих ножева. Сада је постала готово сигурна да се Фреди вратио.
Ненси, као глумица Хедер, одлази код режисера Веса Крејвена и исприча му све што јој се десило. Он јој каже да већ све то зна и замоли је да одигра Ненси по последњи, како би коначно уништили Фредија. Када схвати да је то једини начин да се Фреди заустави, Хедер прихвата.
Дилану се слошило када је видео како Фреди покушава да пољуби његову мајку преко телефона, као и у 1. делу и она га одводи у болницу, где би требало да остане пар дана. У међувремену Ненси се враћа кући и те исте ноћи Фреди је напада у сну, успева да је посече , али се она ипак буди због новог земљотреса. Одмах након тога одлази у болницу, да не дозволи Дилану да заспи, међутим његова докторка је позива на разговор, па она оставља његову дадиљу, Џули, поред њега и говори јој да му никако не дозволи да заспи. Ипак Дилану дају инјекцију за спавање и он заспива. Фреди тада излази из његовог сна и убија Џули. Дилан бежи све до његове куће, а и Ненси иде за њим. Ту Фреди одводи Дилана у његов свет снова, који изгледа налик на пакао. Глумици Хедер се у том тренутку одједном промени одећа, добија светлији прамен косе и тако постаје Ненси. Она попије таблете за спавање, како би ушла у Фредијев свет снова и пронашла Дилана.
Након дуге борбе са Фредијем, Ненси успева да га гурне у фуруну и спали, тако га коначно уништивши. Фредија једино може да уништи његов највећи страх, а то је поред оног да ће га сви заборавити, ватра, јер је управо њом првобитно и убијен. Када га је спалила у његовом свету снова Фреди је на кратко показао своје право лице- претвори се у ђавола и нестао. Његов свет се руши, а Ненси и Дилан се враћају у стварни свет.
На самом крају филма режисер Вес Крејвен се захваљује глумици Хедер Лангенкамп што је пристала да по последњи пут одигра Ненси и помогне јој да коначно уништи Фредија.

### Римејк из 2010.
У римејку 1. дела филма из 2010. Ненсино презиме је промењено из Томпсон у Холбрук и тумачи је Руни Мара. Након што као и у оригиналном филму Фреди поубија њене пријатеље: Дина, Крис и Џесија, Ненси остаје сама са својим дечком Квентином (који је нешто налик римејку Глена). Њих двоје заједно покушавају да открију ко је човек из њихових снова и како могу да га униште.
На крају је Ненси баш као и у оригиналу из 1984. извукла Фредија из сна у стварни свет и убила га. Међутим као и увек када га убију у стварном свету Фреди се поново врати у свет снова и на самом крају филма је на сличан начин као и у оригиналу убио Ненсину мајку и показао да се поново вратио...

### Петак тринаести 6: Џејсон живи
Иако је главна протагонисткиња филмског серијала Страва у Улици брестова и њено име се углавном повезује са овом франшизом, Ненси се појавила у још једном популарном филмском хорор серијалу и то Петку тринаестом. У 6. делу, који носи назив Џејсон живи, појавила се као мала девојчица која је прво приказана након што је имала ноћну мору и док су сви покушавали да је смире, објашњавала је како ју је јурио човек са свих страна (највероватније се мислило на Фредија) и како је тај човек желео да је убије. Ненси је чак једном приликом у својој руци држала чувену мачету Џејсона Ворхиса, којом је његовој мајци одсечена глава, а након тога он је користи како би убио своје жртве. Прва је видела Џејсона и упозорила све остале у Кампу Кристалног језера на њега. Када је он покушао да је убије збунила га је на кратко својом молитвом коју је испричала и у 1. делу Страве у Улици брестова, пре коначне борбе са Фредијем:
Now I lay me down to sleep, (Сада на спавање идем ја)
I pray the Lord my soul to keep. (Нека Свевишњи Бог чува моју душу.)
And if I die before I wake, (И ако умрем пре него што се пробудим)
I pray the Lord my soul to take. (Нека Свевишњи Бог узме к себи моју душу)
Док је Џејсон збуњено гледао шта она то ради, дошао је полицајац, који је покушао да се разрачуна са Џејсоном и дао времена Ненси да побегне.
Појавила се и на крају филма када је са осталом децом прославила Џејсоново привремено уништење. Мада је Томи Џарвис тада свима саопштио да је Џејсон коначно мртав, јер је и сам тако мислио, он је поново устао из свог гроба и наставио својој крвави пир, али је Ненси тада била на сигурном, далеко од Кампа Кристалног језера, у Спрингвуду, а ускоро после тога добила је много већу бригу - Фредија Кругера и након тога следе догађаји из, већ описаног, филмског серијала Страва у Улици брестова.
У овом филму Ненсин лик је тумачила Кортни Викери.

## Видео игре
Ненси је предводница ратника снова у видео игрици Страва у Улици брестова из 1989. Има способност да замрзне непријатеља. Заједно са Кристин, Кинкедом, Џојем, Вилом и Тарин покушава да заустави Фредија. Непрестано им помаже и Фредијева мајка , Аманда Кругер/сестра Хелена.
Појављује се и у 9. делу видео игре Мортал Комбат из 2011. где има камео улогу

## Стрипови и књиге
Већ након 1. филма, Ненси је почела да се појављује у многим књигама и стриповима.

### Седам најслађих снова Фредија Кругера
Појављује се на кратко у овом стрипу, где ка Богиња снова упозорава Фредијеву потенцијалну жртву, Иана. Она му говори да Фреди није само урбана легенда или последица масовне хистерије, већ је стваран и покушаће да га нападне чим буде имао прилику.

### Ноћне море у Улици брестова
Појавила се у свим стриповима из серијала под називом Ноћне море у Улици брестова. Ту је приказано да је Ненси временом, после свих борби са Фредијем, стекла огромну моћ у свету снова и постала Богиња снова (Goddess of dreams). Њена моћ је постала равна Фредијевој, могла је потпуно да контролише своје и туђе снове, па се тако равноправно борила са Фредијем.
Први пут се појављује крајем првог стрипа, где тражи помоћ од девојке под именом Сибил, којој говори да је Фреди сазнао да је она жива и да ће сада покушати да је убије и уништи све дивне снове које она, као богиња снова, ствара. Након тога Ненси је помогла свом старом пријатељу др Нилу, који је доживео саобраћајну несрећу и у коми је. Створила му је диван сан, у ком је био безбедан од Фредија, и тако га је чувала 3 године, док др Нил није дошао к себи. Потом је помогла Алиси Џонсон и њеном сину Џејкобу (из 4. и 5. дела франшизе) које је Фреди одвео у његов свет снова и покушао да их убије. Фред, иако се плашио да се супротстави Ненси, са њеном новом моћи, под утицајем беса због тога што помаже његовим жртвама, Фреди опседа мозак њеног покојног оца, Доналда Томпсона, кога јој шаље у сан. Он по Фредијевој наредби испуца Ненси метак из пиштоља у главу, али око ње тада засветли непробојни штит богиње и Ненси се не догоди ништа. Она ослобађа свог оца од Фредија и враћа га натраг у рај. Фреди тада схвата да неће бити нимало лако изборити се са оваквом Ненси. Она одлази да се коначно разрачуна са њим. Током борбе подршку јој пружају, Алиса, Нил, Џејкоб и остала Фредијеве жртве, али само му се она супротставља. Након дуге борбе, Ненси га пробада својим светим копљем и коначно убија Фредија.

### Ратници кошмара
Последњи у низу стрипова био је: Ратници кошмара. У њему се главни ликови, преживели, из филмова Страва у Улици брестова и Петак 13., заједно са Ешом Вилијамсом из филмског серијала Зла смрт, боре против Фредија Кругера и Џејсона Ворхиса. На крају Ненси их је послала у пакао, помоћу Некрономикона.

## Песме

### Ја сам Ненси
О Ненсином животу и борби против Фредија написана је и песма под називом Ја сам Ненси. Објављена је заједно са истоименим документарцем 2011. године, а написао ју је Метју Ијан Кохен.
Превод песме на српски:
Иако су ми говорили
 Да је све то у мојој глави
После свих тих лоших снова
 Најежим се и од саме помисли на њих.
Ех, ја говорим себи:
 Немој да заспиш
 Јер ја знам да ће он бити
 Тамо и чекати ме у мојим сновима

 Ја сам Ненси
 Ја се борим против њега у мојим сновима
 Ја сам Ненси
 Борим се да не заспим
 Ја сам Ненси, ја сам Ненси
 Молим вас, саслушајте ме
 Штагод, штагод радили, немојте заспати

 Још једна ноћ овде
 У Улици брестова
 Видим га да долази
 Када паднем у сан
 Говорим себи:
 То је све само сан
 Морам се одмах пробудити
 Фреди ми је за петама.

Ја сам Ненси
 Ја се борим против њега у мојим сновима
 Ја сам Ненси
 Борим се да не заспим
 Ја сам Ненси, ја сам Ненси
 Молим вас, саслушајте ме
 Штагод, штагод радили, немојте заспати

 Постаје касно
А моје очи постају тешке
 Падам у сан сада
 Други свет ме окружује
 Све је то само сан
 Фред Кругер стоји испред мене
 Пробудите ме!

 Ја сам Ненси
 Ја сам га уништила у мојим сновима
 Ја сам Ненси
 Борим се да не заспим
 Ја сам Ненси, ја сам Ненси
 Молим вас, саслушајте ме
 Штагод, штагод радили, немојте ...
Ја сам Ненси, ја сам Ненси
 Молим вас, саслушајте ме
 Штагод, штагод радили, немојте заспати''

### Јеси ли спреман за Фредија?
Ненси се неколико пута спомиње и у овој песми, коју изводе Fat boys. Такође она изговара део текста - понавља њене најпознатије цитате: Немој заспати; Фред Кругер, мама, Фред Кругер! и Он је гадно опечен, има браон шешир и црвено-зелени џемпер!. Стихови у којима се спомиње у преводу на српски:
Покушава да нађе ту девојку скроз пристојну и фенси
Не једном, не двапут, већ три пута - Ненси!
...
Ненси се борила да не заспи
Али на крају јој је помогло то што није веровала
Видиш, Тина ју је посетила у школи
И она је начисто откачила, то је чудно
И када почиње да склапа очи
Знај да се ближи ноћ Кругеровог уздизања.

## Цитати
| #  | Цитат                                                                                          | У оригиналу                                                                | Филм                                              | Напомена                                                        |
| -- | ---------------------------------------------------------------------------------------------- | -------------------------------------------------------------------------- | ------------------------------------------------- | --------------------------------------------------------------- |
| 1. | Шта год радио... немој заспати.                                                                | Whatever you do... don't fall asleep.                                      | Страва у Улици брестова 1                         | иконијски цитат                                                 |
| 2. | Ја се борим за свој живот!                                                                     | I'm into survival.                                                         | Страва у Улици брестова 1                         | омиљен цитат глумице, Хедер Лангенкамп                          |
| 3. | Сада свако дете зна ко је Фреди Кругер. Постао је познат као Деда Мраз... или Кинг Конг или... | Every kid knows who Freddy is. He's like Santa Claus... or King Kong or... | Страва у Улици брестова 7: Нови и последњи кошмар |                                                                 |
| 4. | Ненси:Ово је само сан! Фреди: Дођи Фредију. Ненси: Црк'о дабогда!                              | Nancy: It's only a dream! Freddy: Come to Freddy. Nancy: GOD DAMN YOU!     | Страва у Улици брестова 1                         |                                                                 |
| 5. | Дежурна: Где ти је пропусница Ненси: Је*ала те пропусница                                      | Hallguard Where's your pass? Nancy: Screw your pass.                       | Страва у Улици брестова 1                         |                                                                 |
| 6. | Зло, то је лично он                                                                            | He is evil itself                                                          | Страва у Улици брестова 2: Фредијева освета       | Лиса Вебер прочитала из Ненсиног дневника.                      |
| 7. | Ненси: Пусти га, Кругеру! Фреди: Твоја жеља, за мене је заповест                               | Nancy: Let him go, Krueger. Freddy: Your wish... is my command.            | Страва у Улици брестова 3: Ратници снова          |                                                                 |
| 8. | О, Боже. Изгледам као да имам 20 година.                                                       | Oh, God. I look 20 years old!                                              | Страва у Улици брестова 1                         | Глумица, Хедер Лангенкамп, тада је заиста имала тачно 20 година |

## Награде
- Најбоља финална девојка и протагониста хорор филмова свих времена[2][3]
- Краљица вриска године[16]
- Награда Посебно признање (Special Mention) за глуму Хедер Лангенкамп у филму Страва у Улици брестова 1[17]
- Награда Сатурн за најбољи снимљен DVD 2011.[18]

## Занимљивости

### Кастинг
На кастингу за улогу Ненси, Хедер Лангенкамп је победила преко 200 других познатих глумица. Међу њима су и: Деми Мур, Мариса Томеј, Кортни Кокс, Винона Рајдер, Кари-Ен Мос, Џенифер Греј...
Вес Крејвен је желео да улогу Ненси добије до тада потпуна непозната глумица и сматрао је да лик највише пристаје Хедер.

### Повреде на снимању
Током сцене у којој Ненси трчи Улицом брестова од Спрингвудског затвора до своје куће, глумица Хедер Лангенкамп је опасно повредила своје стопало. Пошто је трчала боса, прбола је стопало и морала је да иде на ушивање, а снимање је одложено на кратко. Ако се боље погледа сцена у којој она утрчава у кућу види се да у једном тренутку почиње да посрће, али то није била глума. Такође ако се мало боље погледа сцена у којој она излази из отапајућих степеница види се, на кратко, завој на њеном левом стопалу.

### Ненсини брат и сестра
У оригиналном сценарију спомиње се да Ненси није била једино дете Марџ и Доналда. У сцени у којој јој њена мајка објашњава ко је био Фреди Кругер, избачен је један део када Марџ Томпсон каже да су Рон, Тина, Глен, али и Ненси имали браћу и сестре, али их је Фреди убио. То је био разлог зашто су се они прикључили осталим родитељима из Улице брестова и спалили Фредија.

### Повратак у живот
Ненси је поред Фредија, који је то успео да уради више пута, једини лик који је званично убијен у једном делу (Страва у Улици брестова 3: Ратници снова), али се враћа у неком од наставака као главна протагонисткиња (Страва у Улици брестова 7: Нови и последњи кошмар) - враћа се као жива. Иако у филму никад није споменуто како је Ненси преживела трећи део, режисер је једном приликом објаснио да је одлучио да Ненси врати, због њене велике популарности, а као разлог због ког је остала жива наводи се да није заспала, када је Кристин Паркер сањала њену смрт.

### Томи Џарвис о Ненси Томпсон
Том Матјуз (глумио Томија Џарвиса у 6. делу филмског серијала Петак 13.) једном приликом је рекао да му је посебно драго што се његова колегиница Хедер Лангенкамп вратила као Ненси у 7. делу франшизе. Рекао је и да сматра да је веома мудра одлука продуцената да Ненси коначно убије Фредија, јер ко ће то боље урадити од оригиналне финалне девојке, коју сви фанови франшизе обожавају. Иако се и његов лик често нађе на листи највећих хероја хорор филмова свих времена, Том је ту титулу препустио Ненси, првенствено због способности да својим умом победи Фредија Кругера у његовој сопственој игри. Додао је и да као што је лик Дракуле ништа без Ван Хелсинга, као што је Мајкл Мајерс ништа без др Сема Лумиса и као што је Џејсон Ворхис ништа без његовог лика, баш тако је и Фреди Кругер потпуно празан лик без Ненси, његовое вечне противнице и девојке која га је победила 3 пута.